# Kiskarácsony mindenáron
A Kiskarácsony mindenáron (eredeti cím: Deck the Halls) 2006-ban bemutatott amerikai karácsonyi filmvígjáték, melyet John Whitesell rendezett. A főbb szerepekben Danny DeVito, Matthew Broderick, Kristin Davis és Kristin Chenoweth látható.

## Cselekmény
Steve Finch szemész a város díszpolgára, a téli fesztivál főszervezője és lelkiismeretes családapa. Egyik éjjel egy teherautó zajára ébred fel: megérkezik új szomszédja, Buddy Hall autókereskedő és családja.
Egyik éjjel Buddy lánya mutat neki egy számítógépes programot (mely látszólag a Google Earth paródiája), a MyEarth-öt, mellyel éjszakai műholdképeket lehet letölteni. Buddy csalódottan látja, hogy az ő háza nem látszik egyetlen felvételen sem. Ezért minden idejét és pénzét arra használja fel, hogy az ő háza legyen a legjobban kivilágított, legszebb ház a környéken. Ezzel azonban magára haragítja szomszédját, Steve-et. Megindul a harc köztük minden fronton, melynek végén mindketten összevesznek a családjukkal, így kénytelenek egyedül tölteni a karácsonyt. A családtagjaik ugyanis december 25-én inkább egy nyugodt szállodában karácsonyoznak.
A két szomszéd belátja, csak együttes erővel tudják megmenteni a karácsonyt és visszahódítani szeretteiket. Buddy a díszítéshez használt égők segítségével kivilágítja a szálloda és a házuk közötti utat, remélve, így vissza tudja csábítani feleségét és lányait. A terv sikerül, és mindenki közösen ünnepel. Steve pedig szól minden betegének, hogy segítsék valóra váltani a nagy tervet, kivilágítani a házat. Azonban egy zárlat miatt ez meghiúsul.
Gyertyákkal és mobiltelefonokkal világítanak, miközben karácsonyi dalokat énekelnek. Steve fia azonban észreveszi, valójában nem zárlat történt, csak egy dugó húzódott ki. Miután visszadugja, a fények kigyulladtak, a MyEarth kezelői pedig lelkesen közlik a jó hírt: Buddy háza már a világűrből is látható.

## Szereplők
| Szerep        | Színész           | Magyar hang     |
| ------------- | ----------------- | --------------- |
| Buddy Hall    | Danny DeVito      | Szombathy Gyula |
| Steve Finch   | Matthew Broderick | Lippai László   |
| Tia Hall      | Kristin Chenoweth | Murányi Tünde   |
| Kelly Finch   | Kristin Davis     | Kéri Kitty      |
| Madison Finch | Alia Shawkat      | Dögei Éva       |
| Carter Finch  | Dylan Blue        | Kilényi Márk    |
| Ashley Hall   | Sabrina Aldridge  | Mezei Kitty     |
| Emily Hall    | Kelly Aldridge    | Peller Mariann  |
| Wallace       | Jorge Garcia      | Fesztbaum Béla  |
| Mrs. Ryor     | Jackie Burroughs  | Mednyánszky Ági |
| Gustave       | Fred Armisen      | Seder Gábor     |
| Gerta         | Gillian Vigman    | Németh Kriszta  |
| önmaga        | Jill Krop         | F. Nagy Erika   |
| önmaga        | SuChin Pak        |                 |
| Amit Sayid    | Kal Penn          | Saïd Tichiti    |

## Fogadtatás
A 27. Arany Málna-gálán három kategóriában jelölték Arany Málna díjra: 
- legrosszabb férfi mellékszereplő (Danny DeVito)
- legrosszabb női mellékszereplő (Kristin Chenoweth)
- legrosszabb ürügy családi szórakozásra

Anyagilag is bukásnak bizonyult: 51 millió dolláros[forrás?] költségvetéséhez képest csupán nagyjából 47 millió dollár volt a bevétele.